# Секунд из Авулы

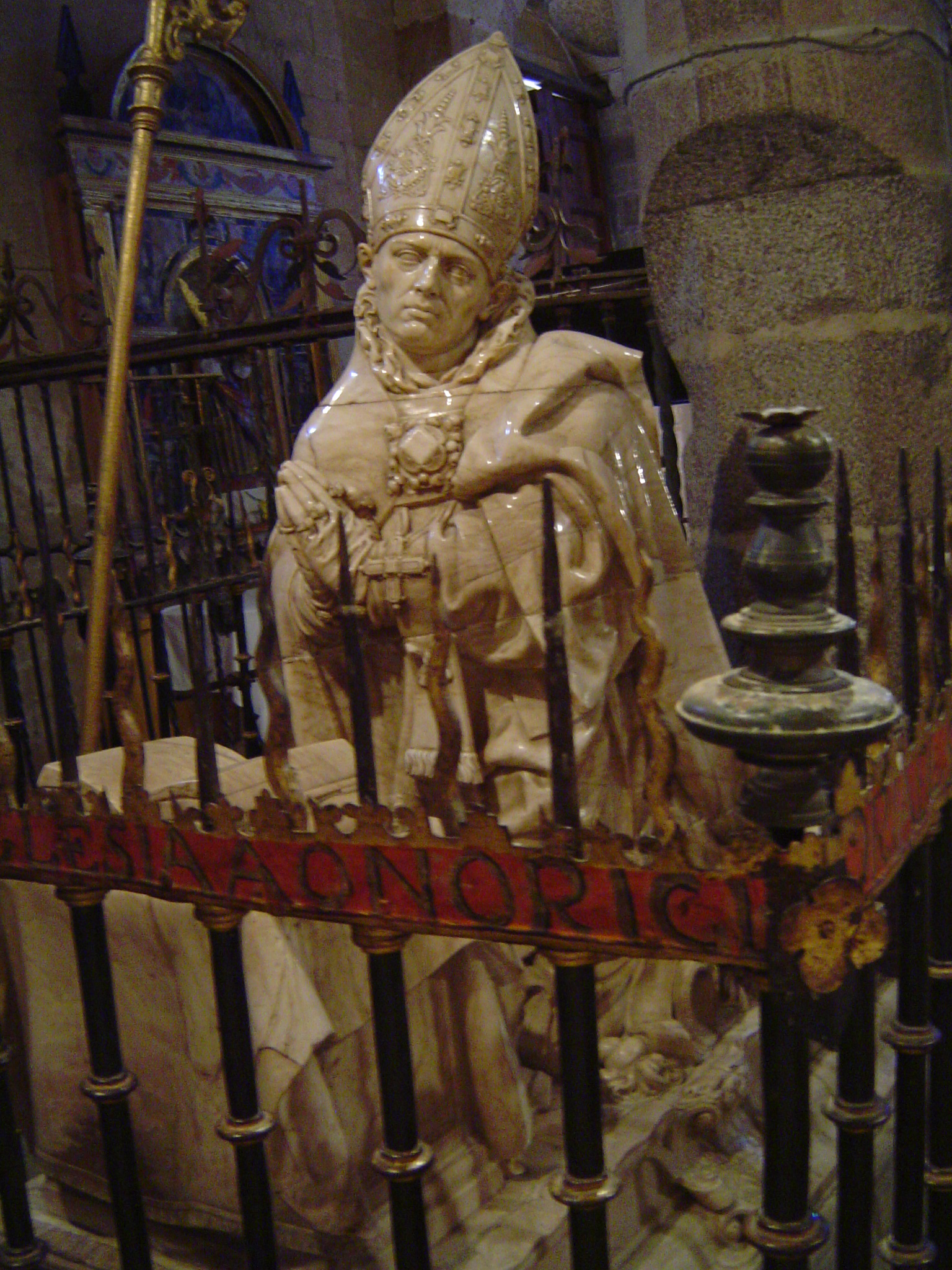
Св. Секунд

Секунд или Секундий (лат.: Secundus, Secundius; исп.: Segundo; I век) — священномученик испанский. Дни памяти — 2 мая, 15 мая.
Св. Секундиан был христианским миссионером апостольских времён. Он проповедовал в городе Авула (Abula), который идентифицируется либо с современным городом Абла, либо с городом Авила, и был первым епископом этого города.
Древний город Авула упоминается Птолемеем в его Географии (II 6, 60), расположенные в Пиренейском регионе Бастетания (Bastetania). Сообщается, что этот город был одним из первых в Испании, где приняли христианство благодаря св. Секунду.